# Lista de prefeitos de Campos dos Goytacazes
Esta é a lista de prefeitos do município de Campos dos Goytacazes, estado brasileiro do Rio de Janeiro.
O cargo de prefeito no Brasil, foi criado em 11 de abril de 1835, pela assembleia provincial paulista, em reação aos amplos poderes conferidos pelo Código de Processo Criminal de 1832 às câmaras municipais. Seguiram o exemplo paulista seis províncias do nordeste brasileiro (Alagoas, Ceará, Maranhão, Paraíba, Pernambuco e Sergipe).
Sob a vigente ordem constitucional, essa designação é dada ao funcionário público do Poder Executivo municipal, que exerce seu cargo em função de uma legislatura (mandato), sendo para tanto eleito a cada quatro anos, podendo ser reeleito por mais 4 anos (segundo mandato).
Funções
O poder executivo municipal chefia a administração e comanda os serviços públicos, tendo como comandante o prefeito.
A partir da constituição brasileira de 1934, o cargo de prefeito passou a ser o único, em todo o Brasil, ao qual estão atribuídas as funções de chefe do poder executivo do governo local, em simetria aos chefes dos executivos da União e do estado, portanto, em forma monocrática. Este texto quer dizer que deverá haver harmonia e integração de ação entre as esferas envolvidas sem a intervenção de uma na outra, exceto nos casos previstos na Constituição Federal.
Eleições
O prefeito é eleito por sufrágio universal, secreto, direto, em pleito simultâneo em todo o País, realizado a cada quatro anos, no primeiro domingo de outubro.
E trinta dias após tem lugar o segundo turno, se o eleito em primeiro lugar não atingir 50% dos votos válidos mais um voto, no caso de municípios com mais de duzentos mil eleitores.
Conforme a legislação eleitoral atual no Brasil para tornar-se elegível, exige-se uma série de requisitos;
- Possuir nacionalidade brasileira ou portuguesa (neste caso, o cidadão português deve se encontrar amparado pelo Estatuto de Igualdade entre Portugueses e Brasileiros),
- Título de eleitor em dia e estar em gozo pleno do exercício dos direitos políticos,
- Domicilio eleitoral na circunscrição na qual o candidato se apresenta,
- Filiação partidária,
- Ser alfabetizado (tópico invalidado pela atual constituição brasileira de 1988),
- Desincompatibilização de cargo público — Se ocupa um cargo público deve sair seis meses antes das eleições e voltar caso possa só após seis meses ao pleito eleitoral,
- Renúncia de outro mandado até seis meses antes do pleito e não ser parente afim ou consangüíneo, até segundo grau, ou cônjuge de titular de cargo eletivo; pode, entretanto, ser candidato à reeleição (artigo 14 da Constituição),
- Ter idade mínima de 21 anos.

| Nº | Prefeito                                                           | Imagem                                                  | Partido                                          | Vice-prefeito                               | Início do Mandato       | Fim do Mandato                                           | Observações |
| -- | ------------------------------------------------------------------ | ------------------------------------------------------- | ------------------------------------------------ | ------------------------------------------- | ----------------------- | -------------------------------------------------------- | --- |
| 1  | Manoel Rodrigues Peixoto                                           |                                                         | Partido Republicano Fluminense PRF               |                                             | 1° de janeiro de 1904   | 31 de dezembro de 1904                                   | Intendente nomeado pelo governo estadual                                                                                 |
| 2  | Manoel Camilo Ferreira Landim                                      |                                                         | Partido Republicano Fluminense PRF               |                                             | 1° de janeiro de 1905   | 15 de fevereiro de 1907                                  | Intendente nomeado pelo governo estadual                                                                                 |
| 3  | Cel. João Antônio Tavares                                          |                                                         | Partido Republicano Fluminense PRF               |                                             | 15 de fevereiro de 1907 | 2 de abril de 1908                                       | Intendente nomeado pelo governo estadual                                                                                 |
| 4  | Julio Feydith                                                      |                                                         | Partido Republicano Fluminense PRF               |                                             | 2 de abril de 1908      | 30 de dezembro de 1910                                   | Intendente nomeado pelo governo estadual                                                                                 |
| 5  | José Nunes Siqueira                                                |                                                         | Partido Republicano Fluminense PRF               |                                             | 30 de dezembro de 1910  | 15 de fevereiro de 1911                                  | Intendente nomeado pelo governo estadual                                                                                 |
| 6  | João Maria da Costa                                                |                                                         | Partido Republicano Fluminense PRF               |                                             | 15 de fevereiro de 1911 | 15 de fevereiro de 1914                                  | Intendente nomeado pelo governo estadual                                                                                 |
| 7  | Luiz Caetano Guimarães Sobral                                      |                                                         | Partido Republicano Fluminense PRF               |                                             | 15 de fevereiro de 1914 | 15 de fevereiro de 1918                                  | Intendente nomeado pelo governo estadual                                                                                 |
| 8  | João Pache de Faria, Luiz Ferreira Tinoco e Cesar Nascentes Tinoco |                                                         | Partido Republicano Fluminense PRF               |                                             | 15 de fevereiro de 1918 | 31 de dezembro de 1920                                   | Junta Municipal formada pelos Presidentes da Câmara                                                                      |
| 9  | Luiz Caetano Guimarães Sobral                                      |                                                         | Partido Republicano Fluminense PRF               |                                             | 1° de janeiro de 1921   | 15 de fevereiro de 1924                                  | Intendente nomeado pelo governo estadual                                                                                 |
| 10 | José Bruno de Azevedo                                              |                                                         | Partido Republicano Fluminense PRF               |                                             | 15 de fevereiro de 1924 | 15 de fevereiro de 1928                                  | Intendente nomeado pelo governo estadual                                                                                 |
| 11 | Benedito Gonçalves Pereira Nunes                                   |                                                         | Partido Republicano Fluminense PRF               |                                             | 15 de fevereiro de 1928 | 15 de março de 1930                                      | Intendente nomeado pelo governo estadual                                                                                 |
| 12 | Luiz Caetano Guimarães Sobral                                      |                                                         | Partido Republicano Fluminense PRF               |                                             | 15 de março de 1930     | 30 de outubro de 1930                                    | Intendente nomeado pelo governo estadual, afastado pela Revolução de 1930                                                |
| 13 | Cap. Asdrúbal Gweyr de Azevedo                                     |                                                         | Aliança Liberal AL                               |                                             | 30 de outubro de 1930   | 29 de maio de 1931                                       | Prefeito nomeado pelo governo estadual                                                                                   |
| 14 | Oswaldo Luiz Cardoso de Melo                                       |                                                         | Aliança Liberal AL                               |                                             | 29 de maio de 1931      | 16 de dezembro de 1932                                   | Prefeito nomeado pelo governo estadual                                                                                   |
| 15 | Sílvio Bastos Tavares                                              |                                                         | Aliança Liberal AL                               |                                             | 16 de dezembro de 1932  | 4 de novembro de 1933                                    | Prefeito nomeado pelo governo estadual                                                                                   |
| 16 | Francisco da Costa Nunes                                           |                                                         | Aliança Liberal AL                               |                                             | 4 de novembro de 1933   | 7 de novembro de 1936                                    | Prefeito nomeado pelo governo estadual                                                                                   |
| 17 | Sílvio Bastos Tavares                                              |                                                         | Aliança Liberal AL                               |                                             | 7 de novembro de 1936   | 11 de novembro de 1937                                   | Prefeito nomeado pelo governo estadual                                                                                   |
| 18 | Francisco da Costa Nunes                                           |                                                         | Partido Progressista PP                          |                                             | 11 de novembro de 1937  | 15 de julho de 1939                                      | Prefeito nomeado pelo governo estadual                                                                                   |
| 19 | Salo Brand                                                         |                                                         | Partido Progressista PP                          |                                             | 15 de julho de 1939     | 23 de março de 1940                                      | Prefeito nomeado pelo governo estadual                                                                                   |
| 20 | Mário Mota                                                         |                                                         | Partido Progressista PP                          |                                             | 23 de março de 1940     | 12 de novembro de 1942                                   | Prefeito nomeado pelo governo estadual                                                                                   |
| 21 | Salo Brand                                                         |                                                         | Partido Trabalhista Brasileiro PTB               |                                             | 12 de novembro de 1942  | 29 de outubro de 1945                                    | Prefeito nomeado pelo governo estadual                                                                                   |
| 22 | Manoel Ferreira Paes                                               |                                                         | Partido Social Democrático PSD                   |                                             | 29 de outubro de 1945   | 6 de novembro de 1945                                    | Prefeito nomeado pelo governo estadual (Não concluiu o mandato)                                                          |
| 23 | Franklin Bittencourt                                               |                                                         | Partido Social Democrático PSD                   |                                             | 6 de novembro de 1945   | 1° de janeiro de 1946                                    | Prefeito nomeado pelo governo estadual (Concluiu o mandato do antecessor)                                                |
| 24 | Felipe Senes                                                       |                                                         | Partido Progressista PP                          |                                             | 1° de janeiro de 1946   | 10 de fevereiro de 1946                                  | Prefeito nomeado pelo governo estadual                                                                                   |
| 25 | Manoel Ferreira Paes                                               |                                                         | Partido Social Democrático PSD                   |                                             | 10 de fevereiro de 1946 | 23 de setembro de 1946                                   | Prefeito nomeado pelo governo estadual                                                                                   |
| 26 | José do Patrocínio Ferreira                                        |                                                         | Partido Progressista PP                          |                                             | 23 de setembro de 1946  | 1° de janeiro de 1947                                    | Prefeito nomeado pelo governo estadual                                                                                   |
| 27 | Achilles Sales Ferreira                                            |                                                         | Partido Progressista PP                          |                                             | 1° de janeiro de 1947   | 6 de fevereiro de 1947                                   | Prefeito nomeado pelo governo estadual                                                                                   |
| 28 | Salo Brand                                                         |                                                         | Partido Trabalhista Brasileiro PTB               |                                             | 6 de fevereiro de 1947  | 24 de abril de 1947                                      | Prefeito nomeado pelo governo estadual                                                                                   |
| 29 | Amaro José de Almeida                                              |                                                         | Partido Social Democrático PSD                   |                                             | 24 de abril de 1947     | 16 de outubro de 1947                                    | Prefeito nomeado pelo governo estadual                                                                                   |
| 30 | Manoel Ferreira Paes                                               |                                                         | Partido Social Democrático PSD                   |                                             | 16 de outubro de 1947   | 30 de janeiro de 1951                                    | Prefeito eleito em sufrágio universal                                                                                    |
| 31 | José Alves de Azevedo                                              |                                                         | Partido Trabalhista Brasileiro PTB               |                                             | 31 de janeiro de 1951   | 30 de janeiro de 1955                                    | Prefeito eleito em sufrágio universal                                                                                    |
| 32 | João Barcelos Martins                                              |                                                         | Partido Social Progressista PSP                  |                                             | 31 de janeiro de 1955   | 30 de janeiro de 1959                                    | Prefeito eleito em sufrágio universal                                                                                    |
| 33 | José Alves de Azevedo                                              |                                                         | Partido Trabalhista Brasileiro PTB               |                                             | 31 de janeiro de 1959   | 2 de abril de 1962                                       | Prefeito eleito em sufrágio universal, se afastou para concorrer ao Senado                                               |
| 34 | Edgardo Nunes Machado                                              |                                                         | União Democrática Nacional UDN                   | Cargo Vago                                  | 2 de abril de 1962      | 30 de janeiro de 1963                                    | Vice-Prefeito eleito no cargo de titular                                                                                 |
| 35 | João Barcelos Martins                                              |                                                         | Partido Social Progressista PSP                  | Rockfeller de Lima                          | 31 de janeiro de 1963   | 11 de abril de 1964                                      | Prefeito eleito em sufrágio universal, falecido durante o mandato                                                        |
| 36 | Rockfeller de Lima                                                 |                                                         | Partido Trabalhista Brasileiro PTB               | Cargo Vago                                  | 11 de abril de 1964     | 7 de agosto de 1966                                      | Vice-Prefeito eleito no cargo de titular, se afastou para concorrer a Deputado Federal                                   |
| 37 | Carlos Ferreira Peçanha                                            |                                                         | Partido Social Progressista PSP                  | Cargo Vago                                  | 7 de agosto de 1966     | 30 de janeiro de 1967                                    | Presidente da Câmara de Vereadores no cargo de titular                                                                   |
| 38 | José Carlos Barbosa                                                |                                                         | Aliança Renovadora Nacional ARENA                |                                             | 31 de janeiro de 1967   | 30 de janeiro de 1971                                    | Prefeito eleito em sufrágio universal                                                                                    |
| 39 | Rockfeller de Lima                                                 |                                                         | Movimento Democrático Brasileiro MDB             |                                             | 31 de janeiro de 1971   | 30 de janeiro de 1973                                    | Prefeito eleito em sufrágio universal                                                                                    |
| 40 | José Carlos Barbosa                                                |                                                         | Aliança Renovadora Nacional ARENA                |                                             | 31 de janeiro de 1973   | 31 de janeiro de 1977                                    | Prefeito eleito em sufrágio universal                                                                                    |
| 41 | Raul David Linhares Corrêa                                         |                                                         | Aliança Renovadora Nacional ARENA                |                                             | 1° de fevereiro de 1977 | 14 de maio de 1982                                       | Prefeito eleito em sufrágio universal                                                                                    |
| 42 | Wilson Paes                                                        |                                                         | Partido Democrático Social PDS                   |                                             | 14 de maio de 1982      | 1° de fevereiro de 1983                                  | Vice-Prefeito eleito no cargo de titular                                                                                 |
| 43 | José Carlos Barbosa                                                |                                                         | Partido do Movimento Democrático Brasileiro PMDB |                                             | 1° de fevereiro de 1983 | 1° de janeiro de 1989                                    | Prefeito eleito em sufrágio universal                                                                                    |
| 44 | Anthony Garotinho                                                  |                                                         | Partido Democrático Trabalhista PDT              | Adilson Sarmet                              | 1° de janeiro de 1989   | 1° de janeiro de 1993                                    | Prefeito e Vice-prefeito eleitos em sufrágio universal                                                                   |
| 45 | Sérgio Mendes                                                      |                                                         | Partido Democrático Trabalhista PDT              |                                             | 1° de janeiro de 1993   | 1° de janeiro de 1997                                    | Prefeito eleito em sufrágio universal                                                                                    |
| 46 | Anthony Garotinho                                                  |                                                         | Partido Democrático Trabalhista PDT              | Arnaldo Vianna                              | 1° de janeiro de 1997   | 31 de março de 1998                                      | Prefeito e Vice-prefeito eleitos em sufrágio universal, titular renunciou ao cargo para concorrer ao cargo de governador |
| 47 | Arnaldo Vianna                                                     |                                                         | Partido Democrático Trabalhista PDT              | Cargo Vago                                  | 31 de março de 1998     | 31 de dezembro de 2000                                   | Vice-prefeito eleito no cargo de titular                                                                                 |
| 47 | Arnaldo Vianna                                                     | Geraldo Pudim                                           | Partido Democrático Trabalhista PDT              | 1° de janeiro de 2001                       | 1° de janeiro de 2005   | Prefeito e Vice-prefeito eleitos em sufrágio universal   | |
| 48 | Carlos Alberto Campista                                            |                                                         | Partido Democrático Trabalhista PDT              | Toninho Viana                               | 1° de janeiro de 2005   | 13 de maio de 2005                                       | Prefeito eleito em sufrágio universal, posteriormente cassado                                                            |
| 49 | Alexandre Mocaiber                                                 | ex-prefeito de Campos dos Goytacazes Alexandre Mocaiber | Partido Democrático Trabalhista PDT              | Cargo Vago                                  | 13 de maio de 2005      | 31 de dezembro de 2005                                   | Presidente da Câmara de Vereadores no cargo de titular, posteriormente eleito por meio de eleições suplementares em 2006 |
| 49 | Alexandre Mocaiber                                                 | ex-prefeito de Campos dos Goytacazes Alexandre Mocaiber | Partido Democrático Trabalhista PDT              | Roberto Henriques Silveira                  | 1° de janeiro de 2006   | 12 de março de 2008                                      | Vice-prefeito eleito por meio de eleições suplementares em 2006                                                          |
| 50 | Roberto Henriques Silveira                                         |                                                         | Partido do Movimento Democrático Brasileiro PMDB | Cargo Vago                                  | 12 de março de 2008     | 1° de janeiro de 2009                                    | Vice-Prefeito eleito no cargo de titular                                                                                 |
| 51 | Rosinha Garotinho                                                  |                                                         | Partido do Movimento Democrático Brasileiro PMDB | Francisco de Souza Oliveira (Doutor Chicão) | 1° de janeiro de 2009   | 1° de janeiro de 2013                                    | Prefeita e Vice-prefeito eleitos em sufrágio universal                                                                   |
| 51 | Rosinha Garotinho                                                  | Partido da República PR                                 | 1° de janeiro de 2013                            | Francisco de Souza Oliveira (Doutor Chicão) | 1° de janeiro de 2017   | Prefeita e Vice-prefeito reeleitos em sufrágio universal | |
| 52 | Rafael Diniz                                                       |                                                         | Partido Popular Socialista PPS                   | Conceição Sant'Anna                         | 1° de janeiro de 2017   | 1° de janeiro de 2021                                    | Prefeito eleito em sufrágio universal                                                                                    |
| 53 | Wladimir Garotinho                                                 |                                                         | Progressistas PP                                 | Frederico Paes                              | 1° de janeiro de 2021   | 31 de dezembro de 2024                                   | Prefeito eleito em sufrágio universal                                                                                    |
| 53 | Wladimir Garotinho                                                 | 1° de janeiro de 2025                                   | Progressistas PP                                 | Frederico Paes                              | Atual                   | Prefeito reeleito em sufrágio universal                  | |

Legenda
| Cor     | Significado                                                                                    |
| Verde   | Mandatários eleitos por votação direta ou indireta (pela câmara municipal)                     |
| Bege    | Mandatários nomeados diretamente pelo governo central em período de Ditadura Civil-Militar     |
| Laranja | Mandatários organizados em junta municipal, ou presidência da câmara municipal como mandatária |
| Azul    | Mandatários eleitos como Vice-Prefeito                                                         |